# Cañada Rica
Cañada Rica é uma comuna da província de Santa Fé, na Argentina.